# 夏堀正元
夏堀 正元（なつぼり まさもと、1925年1月30日 - 1999年1月4日）は、日本の小説家。

## 人物・来歴
1925年、北海道小樽市において、小樽地方裁判所の判事を務めていた夏堀悌二郎（のちに北海道会議員、公選初代の八戸市長）の子として生まれる。1939年に父の郷里青森県に移る。1941年に中央大学予科に入学、1944年に旧制早稲田大学国文科に入学する。学徒出陣し、戦後大学に戻るが、1950年に中退する。北海道新聞社に入社、1954年に退社し、1956年に「呪文脱出」を『新潮』に発表し、作家として立つ。1960年に下山事件に取材した長編小説『罠』を刊行、評価される。1965年より同人誌『層』を5年間運営、黒井千次、井出孫六、色川武大などが加わった。
近現代史を舞台として、反体制的な、民衆中心の思想を描いたものが多い。
矢野誠一は従兄弟。

## 著書
- 『サラリーマン』（小田三月共著 三一新書 1959年）
- 『罠』（光文社 カッパ・ノベルス）1960 のち徳間文庫）
- 『愛の傷み』（光文社（カッパ・ノベルス）1961 のち徳間文庫）
- 『鎖の園』（新潮社（ポケット・ライブラリー）1963 のち徳間文庫）
- 『現代の悪女』（アサヒ芸能出版（平和新書）1963）
- 『蝕まれた愛』（集英社 1963年）
- 『よくもわるくも日本人 13人のマスコミ花形旗手たち』（協同企画出版部 1967年）
- 『転落の裸形』（スポーツニッポン新聞社 1969年）
- 『孤独の弾道』（日本文華社（文華新書）1969）
- 『醜聞家族』（ベストセラーズ 1971年 のち徳間文庫）
- 『幻の北海道共和国』 （講談社 1972年 のち旺文社文庫）
- 『無冠の旗』（河出書房新社 1973年 のち文庫）
- 『霧笛の街』（実業之日本社 1973年 のち旺文社文庫）
- 『豚とミサイル』（立風書房 1973年）
- 『青年の階段』（中央公論社 1973年 のち文庫）
- 『眼-わが純粋観客』（おりじん書房 1974年）
- 『憂国少年』（河出書房新社 1975年）
- 『変らぬ街』（東邦出版 1975年 のち福武文庫）
- 『北に燃える』（講談社 1975年 のち集英社文庫）
- 『北の墓標 小説郡司大尉』（文藝春秋 1975年 のち中公文庫）
- 『もう一つの維新』（東邦出版社 1975年 のち文春文庫）
- 『花炎の人』（双葉社 1975年 のち徳間文庫）
- 『銀座化粧館 小説資生堂』（日本経済新聞社 1976年 のち徳間文庫）
- 『海鳴りの街』（講談社 1976年 のち文庫）
- 『死に急ぐ人びと』（青樹社 1977年）
- 『竜を見た』（光文社 1977年 のち徳間文庫）
- 『風を視た女たち』（青樹社 1978年）
- 『青春の鎖』（現代史出版会 1978年 のち旺文社文庫）
- 『海猫の襲う日』（新潮社 1978年 のち徳間文庫）
- 『都市を射ぬく』（光文社 1978年 「熱血商人二代記」徳間文庫）
- 『腐蝕列島』（青樹社 1978年）
- 『終身社長室』（光文社 1978年 のち徳間文庫）
- 『とんからりん 小説文明開化』（光文社 1979年）
- 『風来の人 小説・高田保』（文藝春秋 1979年 のち文庫）
- 『告発者』（桃源社 1980年）
- 『反骨』（実業之日本社 1980年 「日本反骨者列伝」徳間文庫）
- 『奔流の人』（潮出版社 1981年）
- 『殺意の肖像』（講談社 1981年 のち旺文社文庫）
- 『殺人協定』（作品社 1981年 のち広済堂文庫）
- 『さらば追跡者よ』（光文社 1982年 のち文庫）
- 『墓場なき死者』（光風社出版 1983年）
- 『摩天楼-消えた商社』（日本経済新聞社 1983年 のち光文社文庫）
- 『木製の飛行機』（実業之日本社 1984年 「花と銃口」広済堂文庫）
- 『永遠の夫よ』（光風社出版 1984年）
- 『棘のある果実』（光文社 1984年 のち徳間文庫）
- 『愛と別れの街』（講談社 1984年）
- 『人間の岬 あるヤンシュウ伝』（新潮社 1986年）
- 『貸しだされた夫』（中央公論社 1987年 のち徳間文庫）
- 『手榴弾を持つ少年』（実業之日本社 1987年）
- 『勲章幻影 小説大津事件』（中央公論社 1988年 のち文庫）
- 『僧衣を着た密使』（実業之日本社 1991年）
- 『明治の北海道』（岩波ブックレット 1992年）
- 『目覚めし人ありて 小説中江兆民』（新人物往来社 1992年）
- 『小樽の反逆 小樽高商軍事教練事件』（岩波書店 1993年）
- 『非国民の思想』（話の特集 1994年）
- 『蝦夷国まぼろし』（光文社 1995年 のち中公文庫）
- 『ダイヤモンド・ダスト』（双葉文庫 1995年）
- 『渦の真空』（朝日新聞社 1997年）
- 『裸の港市』（新潮社 1997年）
- 『虚構の死刑台 小説幸徳秋水』（新人物往来社 1998年）